# Picco Cristoforo Colombo
Il picco Cristoforo Colombo (5.775 m s.l.m. - in spagnolo  Pico Cristóbal Colón) è la montagna più alta della Colombia.

## Geografia
Si trova nella catena montuosa Sierra Nevada de Santa Marta e nel dipartimento di Magdalena. Per le sue caratteristiche topografiche è la quinta montagna del mondo per prominenza. È difficile stabilire se sia più alto della sua montagna gemella Picco Simón Bolívar. Solitamente viene riconosciuto come la montagna più alta e la differenza tra i due è calcolata in circa un metro.